# 立花美涼
立花 美涼（たちばな みすず 1988年5月15日 - ）は、日本のAV女優。ティーパワーズ所属。

## 人物・略歴
趣味・特技は、ゴルフ、手芸。
「雪乃ほたる」から改名し、2011年4月、プレステージからAVデビューした。

## 出演作品
2011年
- 女子キャンナウ 17（4月5日、プレステージ）セル限定
- 一泊二日、美少女完全予約制。 5（4月20日、プレステージ）
- 従順ペット候補生 #005（5月2日、プレステージ）
- Citylife 02（6月21日、プレステージ）
- WATER POLE 04（7月12日、プレステージ）
- プレステージゆかた祭（8月11日、プレステージ）
- 絶対的美少女、お貸しします。 ACT.10（9月1日、プレステージ）
- ENJOY HI-SCHOOL 02（10月11日、プレステージ）
- やりたい放題 17（11月10日、プレステージ）
- No.1 風俗スタイル（12月13日、プレステージ）

2012年
- 僕を誘惑する隣の綺麗なお姉さん（1月11日、プレステージ）
- 立花美涼の童貞クンを筆おろし（3月1日、プレステージ）
- 愛人スイートルーム（4月12日、プレステージ）
- ぬがせっ!!ハーレム野球拳 3（4月20日、メディアバンク）UMD Video、共演:天海つばさ、朝倉ことみ、橘美穂、友田彩也香、琥珀うた、佐山愛、羽田あい、はるか真菜、めぐり
- 見つめ合って感じ合う情熱SEX（6月1日、アイデアポケット）
- 専属女優BEST 8時間（6月12日、プレステージ）未公開映像を含む総集編